# Aviron Bayonnais FC
Câu lạc bộ bóng đá Aviron Bayonnais (phát âm tiếng Pháp: [a.vi.ʁɔ̃ ba.jɔ.nɛ];thường được gọi đơn giản là Bayonne) là một câu lạc bộ bóng đá Pháp có trụ sở tại Bayonne. Câu lạc bộ là một phần của một câu lạc bộ thể thao được thành lập vào năm 1904, còn được biết đến với câu lạc bộ bóng bầu dục. Câu lạc bộ bóng đá được thành lập vào năm 1935. Bayonne chơi các trận đấu trên sân nhà tại Stade Didier Deschamp nằm trong thành phố. Đội được đặt theo tên của người sống ở Bayonne, cựu cầu thủ trẻ và đội trưởng chiến thắng FIFA World Cup 1998 và UEFA Euro 2000, Didier Deschamp, người cũng chơi cho Marseille và Juventus. Hậu vệ trung tâm Aymeric Laporte là một cầu thủ khác từng thi đấu cho Bayonne khi còn trẻ trước khi đóng góp cho Athletic Club de Bilbao và sau đó là Manchester City. Trong khi Aviron là câu lạc bộ lớn nhất ở xứ Basque của Pháp, đội đã không lặp lại thành công của các câu lạc bộ ở phía biên giới Tây Ban Nha.